# Фаэтон (повозка)

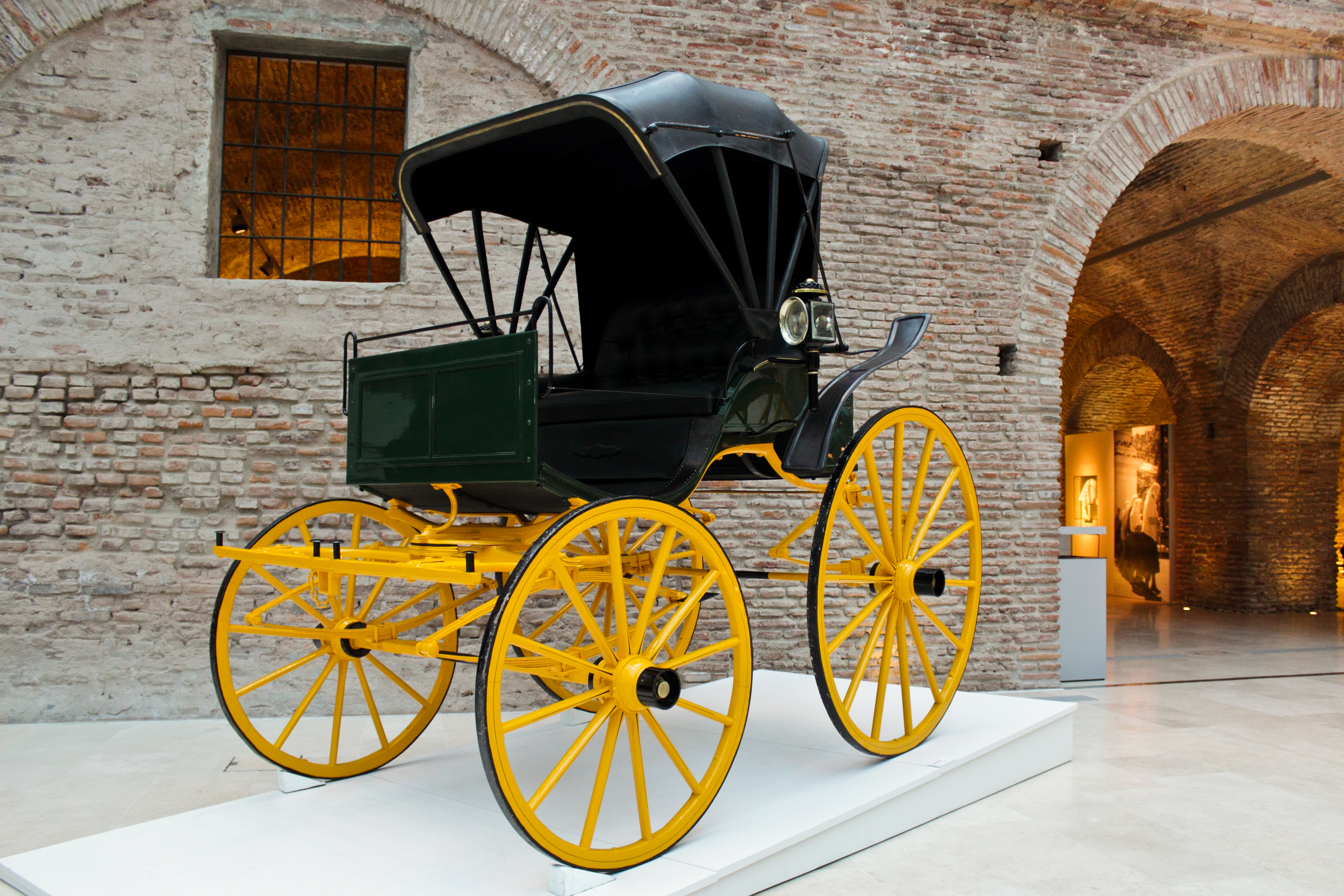
Фаэтон президента Аргентины Иригойена

Фаэто́н — лёгкая четырёхколёсная конная повозка на рессорах с откидным верхом, запрягаемая одной, парой или четвёркой лошадей. Фаэтон был популярен в конце XVIII века и в XIX веке. Фаэтон обычно имел подрессоренный лёгкий открытый кузов на четырёх колёсах большого диаметра. Из-за высокого и открытого размещения пассажиров, повозка была одновременно быстрой и опасной, что и послужило причиной для названия, взятого из мифа о Фаэтоне, сыне Гелиоса, который чуть не сжёг Землю, пытаясь править солнечной колесницей.
С появлением автомобилей название распространилось для обозначения автомобилей с откидным верхом и на одноимённый автомобильный тип кузова.

## Конструкция

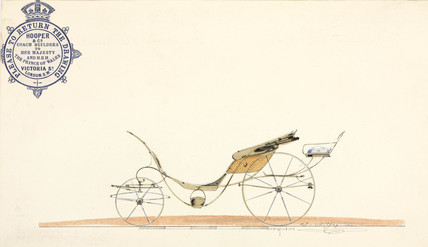
Фаэтон производства лондонской компании Hooper & Co

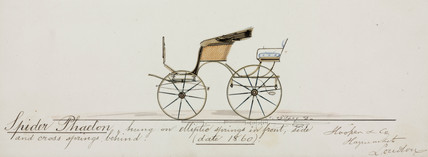
Фаэтон-паук компании Hooper & Co 1860 года

У фаэтона не было дверей, над задними колёсами размещались одно или два сиденья, пассажиров защищал от дождя и солнца откидной складывающийся верх. Экипаж управлялся одним из пассажиров и не предусматривал наличия кучера и места для него. В передней части экипажа располагался щиток, который защищал пассажиров от грязи, летевшей из-под копыт лошадей. Из-за высокого расположения пассажиров, с одной или двух сторон располагалась лесенка, облегчающая посадку и высадку.

## Разновидности
Самым быстрым был английский фаэтон «High-flyer», кузов которого состоял из лёгкого сиденья на два человека, опирающегося на два комплекта рессор. В 1780-х годах недалеко от курорта Бат именно из такого фаэтона был выброшен и погиб поэт Томас Уорвик.
Более простыми и рациональными по конструкции были почтовый фаэтон и фаэтон «Spider». Почтовый фаэтон, использовавшийся в основном для перевозки пассажиров с багажом, а также в качестве дорожной и почтовой кареты, получил такое название потому, что в его конструкции использовались рессоры, изначально предназначенные для почтовых карет. Фаэтон-паук, американского происхождения, представлял собой лёгкую повозку для джентльменов, где сзади было установлено дополнительное место для лакея или крепления багажа. Фаэтоны «Stanhope» и «Tilbury» были статусными экипажами и использовались на конных выставках.
Размер фаэтонов зависел от количества и размера лошадей, — в самые маленькие фаэтоны запрягались пони.
Чем шире были фаэтоны и чем больше было расстояние между передней и задней осями, тем безопаснее была повозка и менее склонна к переворачиванию.
Самым дешевым, безопасным (из-за низкой высоты) и легким в управлении был фаэтон-берлин, в который запрягалась либо одна некрупная лошадь, либо пони. Также существовала разновидность «компанейского» (англ. sociable) фаэтона, в котором были предусмотрены места для большого числа пассажиров и которые предназначались для семейных поездок, либо путешествий в сопровождении слуг и багажа.

## Комментарии
1. ↑  англ. Высоколетящий
2. ↑  англ. Паук